# The Very Best of Ugly Kid Joe: As Ugly as It Gets
As Ugly as It Gets: The Very Best of Ugly Kid Joe es un álbum recopilatorio de la agrupación estadounidense Ugly Kid Joe, publicado en 1998 por Mercury Records. Incluye las canciones más importantes de la discografía de la banda, además de una versión de la canción "N.I.B." de Black Sabbath.

## Lista de canciones
1. "Madman" – 3:37
2. "Neighbor" – 4:43
3. "Cats in the Cradle" – 4:01
4. "Everything About You" – 4:20
5. "Tomorrow's World" – 4:18
6. "God" – 2:54
7. "Busy Bee" – 4:08
8. "C.U.S.T." – 2:59
9. "Milkman's Son" – 3:51
10. "N.I.B." – 5:24
11. "Goddamn Devil" – 4:53
12. "Slower Than Nowhere" – 4:58
13. "Funky Fresh Country Club" – 5:16
14. "Panhandlin' Prince" - 5:43
15. "Jesus Rode A Harley" - 3:15